# Zoltán Blum
Zoltán Blum (Pápa, 3 gennaio 1892 – Budapest, 25 dicembre 1959) è stato un calciatore ungherese, di ruolo centrocampista.

## Carriera

### Nazionale
Ha collezionato 38 presenze con la propria Nazionale.